# André Catimba
André Catimba (Salvador, 30 oktober 1946 – aldaar, 28 juli 2021) was een Braziliaans voetballer.

## Biografie
Catimba begon zijn carrière bij Ypiranga, een traditieclub uit de begindagen van het voetbal in de staat Bahia. Na twee seizoenen maakte hij de overstap naar Galícia en in 1971 naar Vitória. Een jaar later won hij met de club het Campeonato Baiano. Na een jaar bij Guarani trok hij naar Grêmio waarmee hij twee keer het staatskampioenschap won. In 1980 speelde hij kort voor Argentinos Juniors, aan de zijde van Diego Maradona. 
André Catimba overleed op 28 juli 2021 op 74-jarige leeftijd in Salvador.